# CLUB SOUNDS VIRABRATION
『CLUB SOUNDS VIRABRATION』（クラブサウンズ・バイラブレーション）は、2016年4月3日（2日深夜）から2017年3月26日（25日深夜）までJ-WAVEで放送されていたラジオ番組。

## 概要
クラブミュージック専門の音楽番組で、それと関係するファッションやカルチャーも取り上げていた。
番組は毎週日曜 1:00 - 3:00 = 土曜 25:00 - 27:00（日本標準時）に放送。ナビゲーターは基本的にDJ TAROが務め、2016年4月10日（9日深夜）の放送第2回のみRAM RIDERが務めた。番組ハッシュタグは「#csv」または「#virabration」。